# Yun Jeung
Yun Jeung, né en 1629 à Nonsan (province coréenne de Chungcheong du Sud) et mort le 30 janvier 1714, est un érudit et un philosophe confucianiste coréen, un des principaux de la dynastie Joseon (période Choseon) avec son mentor Song Si-yeol.
Son nom s'écrit en coréen : 윤증 Hangul - 尹拯 Hanja. Le nom de plume de Yun Jeung est Myungjae (명재 ; 明齋) Yubong (유봉 ; 酉峰). Son nom de courtoisie est Jain (자인 ; 子仁).
Il est le fondateur et premier dirigeant du parti Soron (소론 ; 小論).

## Œuvres
- Myungjaeyugo (명재유고, 明齋遺顧)
- Myungjaeuiryemundap (명재의례문답, 明齋疑禮問答)
- Myungjaeyuseo (명재유서)